# Erion Braçe
Erion Mirdash Braçe (* 2. April 1972 in Tirana) ist ein albanischer Politiker und Mitglied der Sozialistischen Partei. Von 28. Dezember 2018 bis 17. September 2021 war er Stellvertretender Ministerpräsident Albaniens.

## Leben
Erion Braçe studierte Finanzwissenschaften an der Fakultät für Wirtschaft der Universität Tirana. 1993 begann er für die Zeitung Zëri i Popullit als Journalist zu schreiben, 1998 wurde er dessen Hauptredakteur und blieb dies bis 2007.
1996 wurde Braçe zum ersten Mal als Abgeordneter der Sozialistischen Partei ins Kuvendi i Shqipërisë gewählt und wurde seitdem fünfmal wiedergewählt.
1997 wurde er Mitglied in der parlamentarischen Kommission für Wirtschaft und Finanzen. 2013 wurde er deren Präsident.
Im Dezember 2018 wurde er von Ministerpräsident Edi Rama bei einer größeren Kabinettsumbildung zum Stellvertretenden Ministerpräsidenten ernannt. In der Folgeregierung hatte er kein Amt mehr inne.